# 1952 في الجزائر
الأحداث من عام 1952 في الجزائر.

## المواليد

### فبراير
- 29 فبراير - محمد خديس - لاعب كرة قدم جزائري .

### مارس
- 7 مارس - عبد الله حامدي - [فنان تشكيلي جزائري .

### سبتمبر
- 13 سبتمبر - بيونة - هي فنانة ومسرحية ومغنية جزائرية .